# Eric Dier
Eric Jeremy Edgar Dier (* 15. Januar 1994 in Cheltenham) ist ein englischer Fußballspieler. Er steht seit Sommer 2025 beim AS Monaco unter Vertrag und ist englischer Nationalspieler.

## Karriere

### Vereine

#### Jugend
Dier verließ im Alter von zehn Jahren seine Geburtsstadt Cheltenham, da seine Mutter während der Fußball-Europameisterschaft 2004 in Portugal arbeitete. Seine fußballerischen Fähigkeiten fielen seinem damaligen Schullehrer auf. Da dieser Kontakte zu Scouts von Sporting Lissabon hatte, spielte Dier bald in der Jugend des Vereins. 2010 kehrten seine Eltern nach England zurück, Dier blieb jedoch in Portugal, um fortan in der Jugendakademie des Vereins zu leben. Im April 2010 unterzeichnete er seinen ersten Profivertrag. Auch englische Vereine, wie der FC Arsenal, Tottenham Hotspur und Manchester United, hatten Interesse an einer Verpflichtung gehabt.
Im Januar 2011 kehrte er für eineinhalb Jahre nach England zurück, um dort für die Jugendmannschaft des FC Everton zu spielen und sich in einem anspruchsvolleren Umfeld zu entwickeln.

#### Profidebüt Sporting Lissabon
Am 26. August 2012 (4. Spieltag) debütierte Dier in der Segunda Liga, die zweithöchsten Spielklasse im portugiesischen Fußball, für Sporting Lissabon B beim 3:1-Sieg im Auswärtsspiel gegen Atlético CP. Sein erstes Tor erzielte er am 6. Oktober 2012 (9. Spieltag) beim 2:0-Sieg im Heimspiel gegen die Zweitvertretung des FC Porto durch einen Freistoß.
Sein Debüt in der Primeira Liga gab er am 11. November 2012 (9. Spieltag) beim 1:0-Sieg im Heimspiel gegen Sporting Braga, wobei er die Vorlage zum Tor gab. Am 26. November 2012 (10. Spieltag) erzielte er beim 2:2 im Auswärtsspiel gegen Moreirense FC sein erstes Tor für Sportings erste Mannschaft.

#### Tottenham Hotspur
Zur Saison 2014/15 wechselte Dier in die Premier League zu Tottenham Hotspur; er erhielt einen bis zum 30. Juni 2019 datierten Vertrag. Mitte September 2016 verlängerte er vorzeitig seinen Vertrag bis 2021. 2019 erreichte er mit den Spurs das Champions-League-Finale, welches mit 0:2 gegen Liverpool verloren ging. Im Juli 2020 verlängerte er seinen Vertrag bis Juni 2024.
Dier bestritt wettbewerbsübergreifend  365 Spiele für Tottenham, darunter 274 Partien in der Premier League, und erzielte dabei 13 Tore.

#### FC Bayern München
Am 11. Januar 2024 wechselte Dier in die Bundesliga zum FC Bayern München. Er unterschrieb einen Vertrag bis zum Ende der Saison 2023/24 mit der Option auf ein weiteres Jahr. Tottenham Hotspur sprach – im Gegensatz zum FC Bayern München – von einer Ausleihe, obwohl sein Vertrag am 30. Juni 2024 auslief. Die Münchner hatten bereits im Sommer 2023 seinen langjährigen Teamkollegen Harry Kane verpflichtet, mit dem er gemeinsam 360 Pflichtspiele für die Spurs bestritten hatte. Anfang März 2024 verlängerte sich sein Vertrag aufgrund einer bestimmten Anzahl an Einsätzen bis zum 30. Juni 2025. Nach Vertragsende verlässt er den Verein und wurde am 10. Mai 2025 im Rahmen des letzten Heimspiels der Saison verabschiedet. Mit dem FC Bayern München gewann er die Deutsche Meisterschaft.

#### AS Monaco
Zur Saison 2025/26 wechselt Dier in die französische Ligue 1 zur AS Monaco. Dort unterschrieb er einen Vertrag bis zum 30. Juni 2028.

### Nationalmannschaft
Dier wurde auch vom portugiesischen Fußballverband umworben, hätte aber erst nach Erreichen seines 18. Lebensjahres seines Verbandszugehörigkeit wechseln können.
Dier war Teil einer Werbekampagne des englischen Sportausrüsters Umbro, für den er unter anderem im Trikot der Three Lions zu sehen war. Daraufhin nahm der englische Fußballverband Kontakt zu ihm  auf und nominierte ihn für die U19-Nationalmannschaft. Am 16. November 2011 bestritt Dier sein erstes Spiel im Nationaltrikot beim 1:1 gegen die Auswahl der Slowakei.
Am 28. Mai 2013 wurde er in den Kader für die U20-Weltmeisterschaft in der Türkei berufen. Er debütierte am 16. Juni beim 3:0-Sieg im Vorbereitungsspiel gegen die Auswahl Uruguays.
Für die A-Nationalmannschaft debütierte er am 13. November 2015 bei der 0:2-Niederlage im Testspiel gegen die Auswahl Spaniens in Alicante. Sein erstes A-Länderspieltor war der 3:2-Siegtreffer im Testspiel am 26. März 2016 in Berlin gegen Deutschland.
Bei der Europameisterschaft 2016 in Frankreich gehörte er dem Aufgebot und in allen vier Turnierspielen der Startelf an. Im ersten Gruppenspiel gegen Russland brachte er sein Team mit einem direkten Freistoß mit 1:0 in Führung. Im Achtelfinale gegen Island wurde er in der Halbzeit ausgewechselt; das Spiel wurde mit 1:2 verloren.

## Titel
- Deutscher Meister: 2025 (FC Bayern München)

## Privatleben
Dier stammt aus einer sportbegeisterten Familie. Sein Großvater Ted Croker war zwischen 1973 und 1989 Generalsekretär der FA und Präsident des Fußballvereins Cheltenham Town. Er ist außerdem der Großneffe von Peter Croker, der für Charlton Athletic aktiv war. Sein Vater Jeremy war professioneller Tennisspieler, der u. a. von 1977 bis 1984 in den Qualifikationsrunden für die Wimbledon Championships teilgenommen hat.
Am 4. März 2020 fiel Dier weltweit auch außerhalb der Sportnachrichten auf, als er im Anschluss an das FA-Cup-Heimspiel seiner Spurs gegen Norwich City die Tribüne des Stadions hochkletterte, um auf einen Fan loszugehen, der mit seinem Bruder aneinandergeraten sein soll. Es kam zu einem Handgemenge mit Ordnern und Fans.
Seit Juni 2023 ist er mit dem südafrikanischen Model Anna Modler verheiratet. Sie sind seit Januar 2024 Eltern eines Kindes.